# (9078) 1994 PB2
A (9078) 1994 PB2 a Naprendszer kisbolygóövében található aszteroida. A PCAS program keretében fedezték fel 1994. augusztus 9-én.